# Socil
Socil es una localidad del municipio leonés de Riello, en la Comunidad Autónoma de Castilla y León. 
La iglesia está dedicada a san Miguel.

## Localidades limítrofes
Confina con las siguientes localidades:
- Al norte con La Urz.
- Al este con Bonella.
- Al sureste con Riello.
- Al sur con Ariego de Abajo.
- Al suroeste con Pandorado y Ariego de Arriba.
- Al noroeste con Villarín de Riello y Robledo de Omaña.

## Demografía
Evolución de la población
| Gráfica de evolución demográfica de Socil entre 2000 y 2017        |
|                                                                    |
| Población de derecho (2000-2017) según el padrón municipal del INE |

## Historia
Así se describe a Socil en el tomo XIV del Diccionario geográfico-estadístico-histórico de España y sus posesiones de Ultramar, obra impulsada por Pascual Madoz a mediados del siglo XIX:

Lugar en la provincia de León (8 leguas), partido judicial de Murias de Paredes (3), diócesis de Oviedo (22), audiencia territorial y capitanía general de Valladolid, ayuntamiento de Riello. Situado en una amena altura; su clima es templado; sus enfermedades más comunes pulmonías y reumas. Tiene 10 casas; iglesia parroquial (San Miguel) matriz de Lariego de Abajo, servida por un cura de ingreso y patronato laical; y buenas aguas potables. Confina con la Urz, el anejo, Villavino, y Riello. El terreno es de mediana calidad y de secano. Los caminos son locales; recibe la correspondencia de Riello. Producciones: centeno y pastos con especialidad, y cría ganados. Población: 10 vecinos, 40 almas. Contribución: con su ayuntamiento.
Diccionario geográfico-estadístico-histórico de España y sus posesiones de Ultramar